# C-P-3.com
C-P-3.com è il quarto album del rapper statunitense C-Murder, pubblicato nel 2001 da TRU Records e Priority Records. Il disco suona molto differentemente da un classico prodotto della No Limit per via del nuovo gruppo di collaboratori con cui C-Murder decide di lavorare: il risultato ottiene risposte musicalmente e commercialmente mediocre.
È l'ultimo album prima dall'arresto del rapper, avvenuto per omicidio nel 2002.
| Recensione | Giudizio |
| ---------- | -------- |
| AllMusic   | [ 1 ]    |

## Tracce
1. Start – 1:33
2. What U Gonna Do (feat. Ms. Peaches & Silkk the Shocker) – 4:01
3. Don't Make Me (feat. T-Bo & Reginelli) – 3:44
4. I'm Not Just (feat. Soulja Slim & T-Bo) – 3:21
5. Get Bucked (feat. Master P, Silkk the Shocker & T-Bo) – 3:09
6. Let Me See – 4:10
7. Boat Ride – 1:10
8. Criminal Minded (feat. Afficial) – 3:26
9. Don't Matter (feat. Erica Fox) – 3:12
10. Young Ghetto Boy (feat. Ms. Peaches) – 2:48
11. Ya Dig – 4:19
12. Drive Thru 1 – 2:01
13. That's Me – 3:14
14. Do You Wanna Ride (feat. Black Felon, Slay Sean & Traci) – 3:37
15. NL Soulja (feat. New-9 & Wayngo) – 2:50
16. Drive Thru 2 – 1:01
17. Down for My B's (feat. Mia X, Ms. Peaches & Traci) – 4:19
18. Thug Boy – 4:07
19. Projects (feat. New-9 & Wayngo) – 5:10
20. Finish – 1:22

## Classifiche settimanali
| Classifica (2001)         | Posizione massima |
| ------------------------- | ----------------- |
| Stati Uniti               | 45                |
| US Top R&B/Hip-Hop Albums | 10                |